# Uawa (fleuve)
Le fleuve Uawa (anglais : Uawa River) est un cours d'eau du District de Gisborne dans la région de Gisborne de l’Ile du Nord de la Nouvelle-Zélande.

## Géographie
Elle commence à la confluence de la rivière Mangatokerau et de la rivière Hikuwai, et fait des méandres vers le sud sur environ 10 km avant de se déverser dans la mer au niveau de la Tolaga Bay.